# Ragnvald Thunestvedt
Ragnvald Thunestved (20. januar 1926 i Herfølge – 2. maj 1980 i Glostrup) var en dansk atlet.
Ragnvald Thunestvedt var medlem af Rødovre og Omegns Gymnastikforening. Han blev foreningens første danske mester, da han i 1948 vandt 15 km kapgang og vandt flere danskemesterskaber i kapgang; (1949, 1950, 1951, 1952, 1954 og 1956). I 1952 repræsenterede han Danmark ved OL i Helsingfors, hvilket han også gjorde ved EM 1954 i Bern hvor han nåede en 12.plads. Udover kapgang, var Thunestved også på landsholdet i atletik som løber.

## Ekstern henvisning
- DAF i tal Ragnvald Thunestvedt (Webside ikke længere tilgængelig)
- Ragnvald Thunestvedts profil på Sports-Reference OL-resultater (arkiveret) (engelsk)
- Ragnvald Thunestvedts profil på Olympedia (engelsk)